# Rudolf Bockelmann (Sänger)

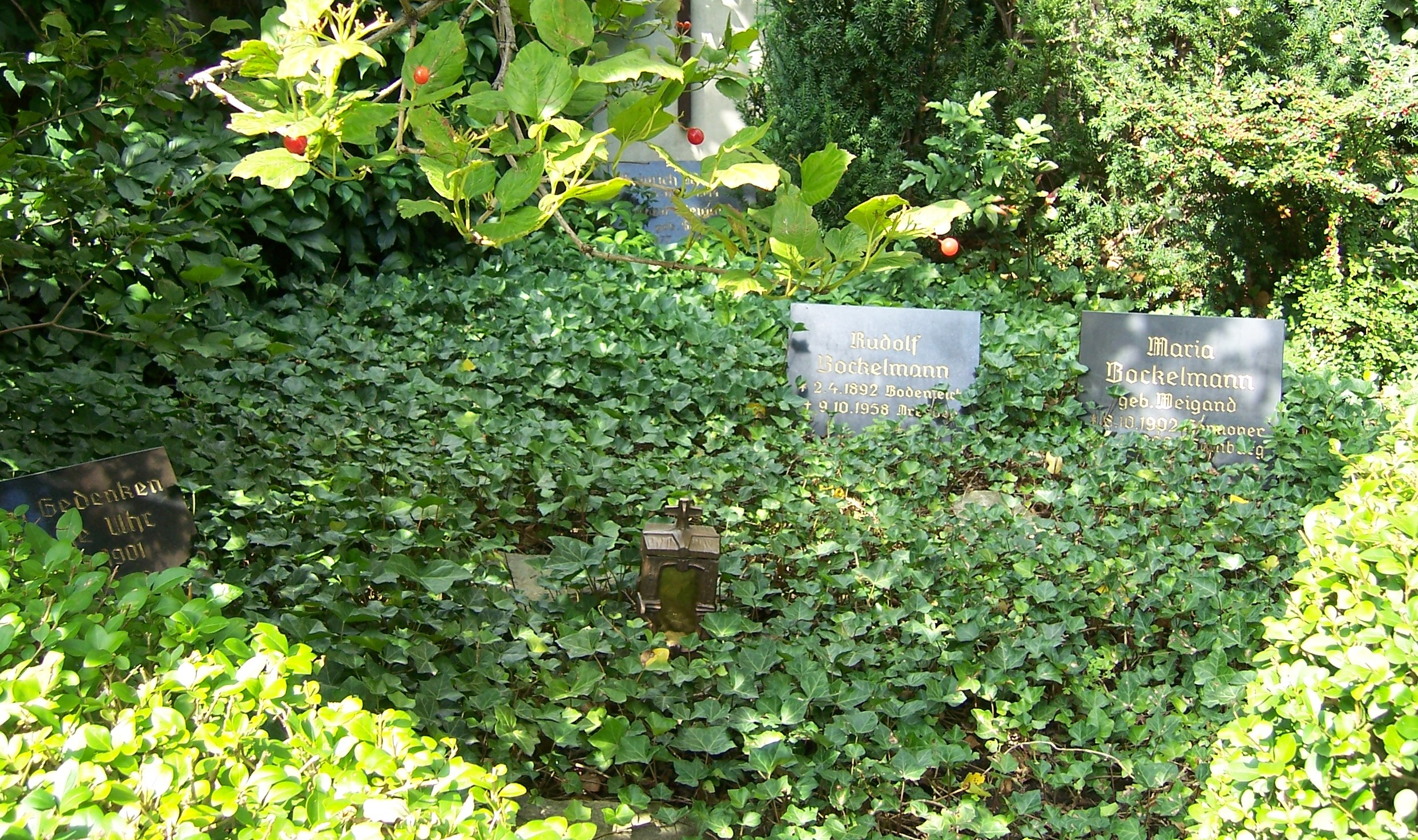
Grab Rudolf Bockelmanns auf dem Alten Katholischen Friedhof in Dresden.

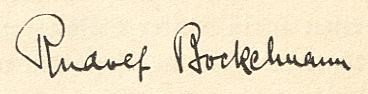
Signatur (1938)

Rudolf Bockelmann (* 2. April 1892 in Bodenteich; † 9. Oktober 1958 in Dresden) war ein deutscher Opernsänger (Bariton) und Gesangspädagoge.

## Leben
Rudolf August Louis Wilhelm Bockelmann, der Sohn des Dorfschullehrers Wilhelm Bockelmann († 1926) und der Sophie Utecht († 1922), wurde im Jahre 1892 in Bodenteich, Kreis Uelzen, geboren.  Von 1902 bis 1911 besuchte er das Gymnasium Ernestinum Celle und erhielt Klavierunterricht durch seinen Vater. Ab 1912 Studium der klassischen Philologie an der Leipziger Universität. Während seines Studiums wurde er Mitglied der Leipziger Universitäts-Sängerschaft zu St. Pauli. Bockelmann nahm als Soldat am Ersten Weltkrieg teil und wurde mehrfach verwundet. Er wandte sich erst 1919, nach Abschluss seines Lehramtsstudiums, dem Gesang zu und studierte von 1920 bis 1923 bei dem Bariton Oskar Laßner. Bereits 1921 debütierte er an der Leipziger Oper („Neues Theater“), deren Mitglied er bis 1926 blieb. Anschließend wurde er als Erster Heldenbariton an das Hamburger Stadttheater berufen.
1932 wurde Rudolf Bockelmann an die Berliner Staatsoper Unter den Linden verpflichtet, der er bis 1944 verbunden blieb. Bei den Bayreuther Festspielen trat er zwischen 1928 und 1942 auf. Er sang Heldenbaritonpartien wie den Wotan in der Walküre und dem Rheingold und den Wanderer im Siegfried.
Auch international feierte Rudolf Bockelmann Erfolge als Wagner-Interpret, u. a. von 1929 bis 1937 bei Gastspielen an der Covent Garden Oper in London und in Chicago.
1935 wurde er zum Kammersänger ernannt.
Bockelmann beantragte am 19. November 1937 die Aufnahme in die NSDAP und wurde rückwirkend zum 1. Mai desselben Jahres aufgenommen (Mitgliedsnummer 5.849.261). Anschließend wurde er Mitglied im Präsidialbeirat der Kameradschaft der Deutschen Künstler und Obmann der Fachschaft Bühne innerhalb der Reichstheaterkammer. In der Endphase des Zweiten Weltkriegs nahm ihn Joseph Goebbels im August 1944 in die Gottbegnadeten-Liste der wichtigsten Künstler auf, was ihn von einem Kriegseinsatz, auch an der Heimatfront bewahrte. Noch im selben Jahr wurde er als Gesangslehrer an die Reichshochschule für Musik in Salzburg berufen.
Nach dem Zweiten Weltkrieg trat Rudolf Bockelmann nochmals an der Hamburgischen Staatsoper sowie an kleineren Bühnen in Deutschland auf. Daneben war er von 1946 bis 1954 in Hamburg auch als Gesangspädagoge tätig.  Als Liedinterpret trat Bockelmann gemeinsam mit dem Pianisten Sebastian Peschko hervor.
Bockelmann erhielt 1955 einen Lehrauftrag für eine Gesangsklasse an der Musikhochschule Dresden. 
Er war seit 1926 verheiratet mit der Sängerin Maria Weigand (* 1902 Hannover; † 1986 Hamburg). Das Paar hatte eine Tochter, Eva Maria (* 1927).

Rudolf Bockelamm starb 1958 im Alter von 66 Jahren in Dresden, wo er und seine Ehefrau auch begraben sind.

## Tonaufnahmen
- Wagner: Tristan und Isolde, mit Nanny Larsen-Todsen (Isolde) und Gunnar Graarud (Tristan), Rudolf Bockelmann (Kurwenal); Chor und Orchester der Bayreuther Festspiele, Dirigent: Karl Elmendorff, 1928[8] (dies war die erste Tristan und Isolde-Aufnahme der Schallplattengeschichte)